# Rudolf Steiner Schule Kreuzlingen
Die Rudolf Steiner Schule Kreuzlingen (RSSK) ist eine grenzübergreifende Waldorfschule in Kreuzlingen am Bodensee in der Schweiz. Das knapp 40-köpfige Lehrerkollegium und die etwa 250 Schüler kommen aus der Schweiz und aus Deutschland. Die Schule unterrichtet nach den Grundsätzen der Waldorfpädagogik. Das Schulgebäude liegt gegenüber dem Kreuzlinger Bahnhof in der ehemaligen Strickwarenfabrik Wieler.

## Geschichte
1976 wurde der «Rudolf Steiner-Schulverein Thurgau» gegründet. 1978 eröffnete der erste auf Waldorfpädagogik basierende Kindergarten im Kanton Thurgau. 1980 wurde die Schule eröffnet. Im ersten Schuljahr besuchten knapp 50 Schüler die 1. bis 4. Klasse. In den Folgejahren wurde das gesamte Fabrikgebäude in ein Schulgebäude mit Klassenzimmern, Aufführungs-, Sanitärräumen und Küche umstrukturiert.
Nach 2000 erfolgte die Ausarbeitung des 12-jährigen Bildungsplans in Zusammenarbeit mit der Waldorfschule Wahlwies.

## Organisation
Die Organisationsform der Rudolf Steiner Schule besteht, wie bei Waldorfschulen üblich, aus drei Säulen, dem Lehrerkollegium, dem Schulverein und den Eltern.
Der gemeinnützige Schulverein bildet die organisatorische Plattform und gewährleistet eine breite Verankerung der Schule im lokalen grenzübergreifenden Umfeld.

## Projektarbeit
Die Projektarbeit ist Bestandteil des Unterrichts jeder Klassenstufe, z. B. finden Projekte in der Natur statt. Weitere Beispiele für Projekte sind Work & Climb (Geologie-Epoche), Englische-Fremdsprachenprojekt in der Türkei oder Eseltrekking der 5. Klasse.

## Leitbild
Das Leitbild der RSSK orientiert sich an der Pädagogik Rudolf Steiners und berücksichtigt auch den Wandel der Zeit. Die kontinuierliche und umfassende Bildung steht anstelle früher Selektion und einseitig intellektueller Bildung. So gehört auch der zweisprachige Unterricht in Englisch und Französisch ab der 1. Klasse und der hohe Stellenwert von künstlerischer und handwerklicher Tätigkeit zu den Vorgaben des RSSK-Lehrplans.

## Gebäude
Das Gebäude an der Bahnhofstrasse 15 wurde 1904/05 für die 1898 gegründete mechanische Strumpfwarenfabrik Pius Wieler erbaut. Die zweigeschossige und zweiflügelige Anlage wurde von Wendelin Heene projektiert. Das Gebäude wurde 1922 aufgestockt und 1924 vergrössert. Diese Vergrösserung war vermutlich ein Werk von Theodor Scherrer. Zwischen 1980 und 1986 erfolgte der Umbau zur Rudolf-Steiner-Schule. Der neuangefügte Treppenturm ist ein Projekt von Wolfgang Werner.
Der heute dreigeschossige Gebäudekomplex besitzt eine historische Backsteinfassade. Die Strassenseite des nördlichen Kopfbaus gewinnt durch das Walmdach eine beeindruckende Körperlichkeit. Der früher unter dem südlichen Gebäudeteil durchführende Kanal ist heute zugeschüttet.

## Bekannte Schüler
- Björn Bernadotte (* 1975), ehrenamtlicher Geschäftsführer der Lennart-Bernadotte-Stiftung
- Benjamin Engeli  (* 1978),  Schweizer Pianist